# National Rugby Championship (2016)
National Rugby Championship 2016 (od nazwy sponsora Buildcorp National Rugby Championship) – trzecia edycja National Rugby Championship, ogólnokrajowych męskich rozgrywek rugby union w Australii organizowanych przez Australian Rugby Union. Zawody, w zmniejszonej w porównaniu do poprzednich edycji, ośmiozespołowej obsadzie, odbywały się pomiędzy 27 sierpnia a 22 października 2016 roku.
ARU po każdej kolejce prezentował jej podsumowanie. Z półfinałów zwycięsko wyszły zespoły Spirit i Eagles. W rozegranym w Tamworth decydującym pojedynku lepsi okazali się zawodnicy z zachodniej Australii, a najlepszym zawodnikiem finału został uznany przedstawiciel triumfatorów, Richard Hardwick, który otrzymał nowo ustanowione wyróżnienie Phil Waugh Medal. Został także wybrany zawodnik (Irae Simone) i zespół roku, a spośród pięciu zawodników wskazanych przez Rugby Union Players' Association najlepszym według samych graczy został uznany Jake Gordon.

## Informacje ogólne

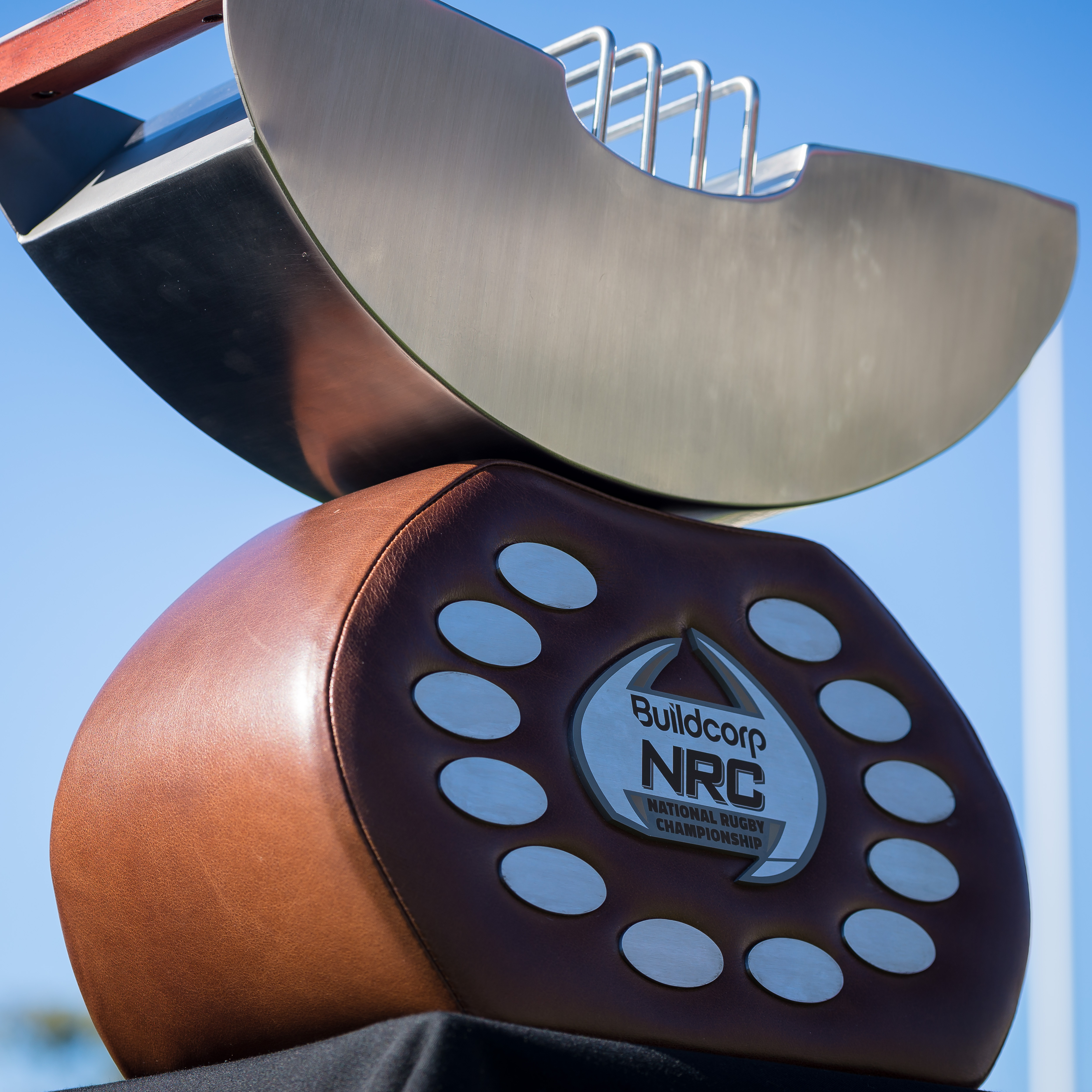
Trofeum

W porównaniu do poprzednich dwóch edycji nastąpiły zmiany w obsadzie zawodów. Dwuletnia licencja Sydney Stars nie została odnowiona i zespół został rozwiązany, a jeden z tworzących go klubów, Sydney Uni, połączył swe siły z Country Eagles. Do rozgrywek przystąpiło zatem osiem drużyn, dwie z nich dodatkowo ze zmienionymi nazwami – North Harbour Rays i Greater Sydney Rams przemianowane zostały odpowiednio na Sydney Rays i Western Sydney Rams. W grudniu 2015 roku pojawiły się także prasowe doniesienia o złożeniu do Australian Rugby Union przez Brumbies wniosku o wycofanie z rozgrywek zespołu Canberra Vikings i zastąpieniu go nową drużyną reprezentującą stołeczne terytorium. Na początku czerwca 2016 roku ogłoszono jednak, że trójstronna umowa franczyzowa została przedłużona jeszcze na jeden sezon, po którym miał nastąpić rebranding zespołu na Canberra Kookaburras.
Pod koniec czerwca 2016 roku został opublikowany szczegółowy rozkład meczów. Rozgrywki w pierwszej fazie prowadzone były systemem kołowym w ciągu siedmiu tygodni. Każda z drużyn spotkała się raz z każdym przeciwnikiem, łącznie rozgrywając siedem spotkań – cztery u siebie i trzy na wyjeździe, bądź odwrotnie. Druga część rozgrywek składała się z dwurundowej fazy pucharowej – cztery czołowe zespoły awansowały do półfinałów, których zwycięzcy spotkali się w meczu finałowym rozegranym na boisku drużyny wyżej sklasyfikowanej po fazie grupowej. W fazie grupowej spotkania toczone były bez ewentualnej dogrywki, za zwycięstwo, remis i porażkę przysługiwały odpowiednio cztery, dwa i zero punktów, możliwe do zdobycia były także punkty bonusowe za porażkę maksymalnie siedmioma punktami oraz za zdobycie trzech przyłożeń więcej od rywali. W przypadku remisu w półfinale organizowana była dogrywka składająca się z dwóch dziesięciominutowych części, a jeśli i ona nie przyniosła rozstrzygnięcia, zwycięzcą zostawał zespół, który zdobył więcej przyłożeń w tym meczu, zaś w przypadku tej samej liczby przyłożeń do finału przechodziła drużyna, która w fazie grupowej zajmowała wyższą lokatę.
Sponsor tytularny – Buildcorp – przedłużył swoje zaangażowanie o kolejny rok. Liczba transmisji na żywo w Fox Sports zwiększyła się natomiast z jednego do dwóch spotkań z każdej rundy sezonu zasadniczego, w telewizji dostępne były także wszystkie trzy mecze fazy pucharowej, dodatkowo pozostałe dwa mecze każdej kolejki były transmitowane w Internecie na oficjalnej stronie tej stacji.
Zobowiązani do gry w rozgrywkach byli wszyscy zawodnicy zakontraktowani w zespołach Super Rugby nie powołani do reprezentacji narodowej, którzy zostali relatywnie równomiernie przydzieleni do poszczególnych drużyn. Ich składy zostały uzupełnione przez graczy wyłonionych z lokalnych rozgrywek klubowych. Reprezentanci kraju także zostali przydzieleni do poszczególnych zespołów, przede wszystkim ze względów promocyjnych, choć w miarę możliwości mogli uczestniczyć także w spotkaniach, gdyby pozwoliły na to obowiązki reprezentacyjne.
Podobnie jak w poprzednich dwóch edycjach w rozgrywkach obowiązywały zmiany w zasadach gry i ich interpretacjach, spośród których najważniejsze to: przywrócenie uprawnień sędziego telewizyjnego do stanu sprzed 2013 roku; przyznawanie punktu bonusowego nie za cztery przyłożenia, lecz za trzy więcej od rywali; zmniejszenie limitów czasowych na wykonywanie kopów oraz ustawienie młyna; zezwolenie na kontynuowanie gry z autu następującego po karnym, nawet gdy upłynął czas gry; zastosowanie prawa korzyści, gdy przeciwnicy nie walczą o piłkę w aucie, do którego nie nastąpił prosty wrzut oraz zmiana punktacji za poszczególne zagrania będąca modyfikacją także reguł z lat 2014–2015 (zwiększenie wartości punktowej przyłożenia z pięciu do sześciu punktów, a zarazem zmniejszenie do dwóch za wszystkie kopy).

## Uczestnicy
| Zespół              | Region                | Trener          | Kapitan                      |
| ------------------- | --------------------- | --------------- | ---------------------------- |
| Brisbane City       | Brisbane              | Rod Seib        | Sam Talakai                  |
| Canberra Vikings    | Canberra              | Wayne Southwell | Jarrad Butler Robbie Coleman |
| Melbourne Rising    | Melbourne             | Zane Hilton     | Nic Stirzaker Tom English    |
| NSW Country Eagles  | Nowa Południowa Walia | Darren Coleman  | Paddy Ryan David Horwitz     |
| Perth Spirit        | Perth                 | Dwayne Nestor   | Heath Tessmann Jono Lance    |
| Queensland Country  | Queensland            | Toutai Kefu     | James Tuttle Conor Mitchell  |
| Sydney Rays         | Sydney                | Simon Cron      | Matt Lucas                   |
| Western Sydney Rams | Sydney                | John Muggleton  | Paul Asquith                 |

## Faza grupowa

### Runda 1
| 27 sierpnia 201613:00 | Perth Spirit | 20:16 | Melbourne Rising | University of Western Australia, Perth |
| 27 sierpnia 201613:00 |              | 20:16 |                  | University of Western Australia, Perth |

| 27 sierpnia 201615:00 | NSW Country Eagles | 22:12 | Brisbane City | Sydney University Oval, Sydney |
| 27 sierpnia 201615:00 |                    | 22:12 |               | Sydney University Oval, Sydney |

| 28 sierpnia 201613:00 | Sydney Rays | 50:30 | Western Sydney Rams | North Sydney Oval, Sydney |
| 28 sierpnia 201613:00 |             | 50:30 |                     | North Sydney Oval, Sydney |

| 28 sierpnia 201615:00 | Queensland Country | 20:58 | Canberra Vikings | Bond University, Gold Coast |
| 28 sierpnia 201615:00 |                    | 20:58 |                  | Bond University, Gold Coast |

### Runda 2
| 2 września 201618:30 | Sydney Rays | 28:8 | Perth Spirit | North Sydney Oval, Sydney |
| 2 września 201618:30 |             | 28:8 |              | North Sydney Oval, Sydney |

| 3 września 201615:00 | Brisbane City | 44:36 | Western Sydney Rams | Ballymore Stadium, Brisbane |
| 3 września 201615:00 |               | 44:36 |                     | Ballymore Stadium, Brisbane |

| 4 września 201613:00 | Melbourne Rising | 46:32 | Queensland Country | Harlequin Oval, Melbourne |
| 4 września 201613:00 |                  | 46:32 |                    | Harlequin Oval, Melbourne |

| 4 września 201615:00 | Canberra Vikings | 28:60 | NSW Country Eagles | Viking Park, Canberra |
| 4 września 201615:00 |                  | 28:60 |                    | Viking Park, Canberra |

### Runda 3
| 10 września 201613:00 | Western Sydney Rams | 24:30 | Perth Spirit | Concord Oval, Sydney |
| 10 września 201613:00 |                     | 24:30 |              | Concord Oval, Sydney |

| 10 września 201615:00 | Queensland Country | 22:30 | Sydney Rays | Bond University, Gold Coast |
| 10 września 201615:00 |                    | 22:30 |             | Bond University, Gold Coast |

| 11 września 201613:00 | Brisbane City | 20:52 | Canberra Vikings | Ballymore Stadium, Brisbane |
| 11 września 201613:00 |               | 20:52 |                  | Ballymore Stadium, Brisbane |

| 11 września 201615:00 | NSW Country Eagles | 32:30 | Melbourne Rising | Tamworth Rugby Park, Tamworth |
| 11 września 201615:00 |                    | 32:30 |                  | Tamworth Rugby Park, Tamworth |

### Runda 4
| 17 września 201613:00 | Sydney Rays | 16:36 | NSW Country Eagles | Pittwater Park, Warriewood |
| 17 września 201613:00 |             | 16:36 |                    | Pittwater Park, Warriewood |

| 17 września 201615:00 | Melbourne Rising | 46:28 | Brisbane City | Harlequin Oval, Melbourne |
| 17 września 201615:00 |                  | 46:28 |               | Harlequin Oval, Melbourne |

| 18 września 201613:00 | Canberra Vikings | 22:16 | Western Sydney Rams | Viking Park, Canberra |
| 18 września 201613:00 |                  | 22:16 |                     | Viking Park, Canberra |

| 18 września 201615:00 | Perth Spirit | 66:36 | Queensland Country | University of Western Australia, Perth |
| 18 września 201615:00 |              | 66:36 |                    | University of Western Australia, Perth |

### Runda 5
| 24 września 201613:00 | NSW Country Eagles | 48:24 | Perth Spirit | Concord Oval, Sydney |
| 24 września 201613:00 |                    | 48:24 |              | Concord Oval, Sydney |

| 24 września 201615:00 | Western Sydney Rams | 50:46 | Queensland Country | Concord Oval, Sydney |
| 24 września 201615:00 |                     | 50:46 |                    | Concord Oval, Sydney |

| 25 września 201613:00 | Canberra Vikings | 44:60 | Melbourne Rising | Viking Park, Canberra |
| 25 września 201613:00 |                  | 44:60 |                  | Viking Park, Canberra |

| 25 września 201615:00 | Brisbane City | 32:38 | Sydney Rays | Ballymore Stadium, Brisbane |
| 25 września 201615:00 |               | 32:38 |             | Ballymore Stadium, Brisbane |

### Runda 6
| 1 października 201613:00 | Queensland Country | 40:38 | NSW Country Eagles | Toowoomba Sports Ground, Toowoomba |
| 1 października 201613:00 |                    | 40:38 |                    | Toowoomba Sports Ground, Toowoomba |

| 1 października 201615:00 | Sydney Rays | 58:14 | Canberra Vikings | Pittwater Park, Warriewood |
| 1 października 201615:00 |             | 58:14 |                  | Pittwater Park, Warriewood |

| 2 października 201614:00 | Melbourne Rising | 30:68 | Western Sydney Rams | Harlequin Oval, Melbourne |
| 2 października 201614:00 |                  | 30:68 |                     | Harlequin Oval, Melbourne |

| 2 października 201616:00 | Perth Spirit | 60:22 | Brisbane City | University of Western Australia, Perth |
| 2 października 201616:00 |              | 60:22 |               | University of Western Australia, Perth |

### Runda 7
| 8 października 201612:00 | Western Sydney Rams | 40:44 | NSW Country Eagles | Concord Oval, Sydney |
| 8 października 201612:00 |                     | 40:44 |                    | Concord Oval, Sydney |

| 8 października 201614:00 | Canberra Vikings | 36:42 | Perth Spirit | Viking Park, Canberra |
| 8 października 201614:00 |                  | 36:42 |              | Viking Park, Canberra |

| 9 października 201612:00 | Melbourne Rising | 32:38 | Sydney Rays | Frankston Oval, Melbourne |
| 9 października 201612:00 |                  | 32:38 |             | Frankston Oval, Melbourne |

| 9 października 201614:00 | Brisbane City | 58:52 | Queensland Country | Ballymore Stadium, Brisbane |
| 9 października 201614:00 |               | 58:52 |                    | Ballymore Stadium, Brisbane |

## Faza pucharowa
|  |                            |                    |              |                            |    |                    |                    |       |
|  | Półfinał                   | Półfinał           | Półfinał     |                            |    | Finał              | Finał              | Finał |
|  | Półfinał                   | Półfinał           | Półfinał     |                            |    | Finał              | Finał              | Finał |
|  | 15 października 2016 15:00 |                    |              |                            |    |                    |                    |       |
|  |                            |                    |              |                            |    |                    |                    |       |
|  | NSW Country Eagles         | NSW Country Eagles | 50           |                            |    |                    |                    |       |
|  | NSW Country Eagles         | NSW Country Eagles | 50           | 22 października 2016 18:45 |    |                    |                    |       |
|  | Melbourne Rising           | Melbourne Rising   | 24           |                            |    |                    |                    |       |
|  | Melbourne Rising           | Melbourne Rising   | 24           |                            |    | NSW Country Eagles | NSW Country Eagles | 16    |
|  | 16 października 2016 15:00 |                    |              |                            |    | NSW Country Eagles | NSW Country Eagles | 16    |
|  |                            |                    | Perth Spirit | Perth Spirit               | 20 |                    |                    |       |
|  | Sydney Rays                | Sydney Rays        | Perth Spirit | Perth Spirit               | 20 | 24                 |                    |       |
|  | Sydney Rays                | Sydney Rays        |              |                            |    |                    |                    |       |
|  | Perth Spirit               | Perth Spirit       | 42           |                            |    |                    |                    |       |
|  | Perth Spirit               | Perth Spirit       | 42           |                            |    |                    |                    |       |

| 15 października 201615:00 | NSW Country Eagles | 50:24 | Melbourne Rising | Sportsground No. 2, Newcastle |
| 15 października 201615:00 |                    | 50:24 |                  | Sportsground No. 2, Newcastle |

| 16 października 201615:00 | Sydney Rays | 24:42 | Perth Spirit | Pittwater Park, Warriewood |
| 16 października 201615:00 |             | 24:42 |              | Pittwater Park, Warriewood |

| 22 października 201619:45 | NSW Country Eagles | 16:20 | Perth Spirit | Scully Park, Tamworth Sędzia: Nic Berry |
| 22 października 201619:45 |                    | 16:20 |              | Scully Park, Tamworth Sędzia: Nic Berry |